# Indigo jam unit
Indigo jam unit – japońska grupa muzyczna założona w 2005 roku w Osace przez pianistę Yoshichika Tarue, kontrabasistę Katsuhiko Sasai, Isao Wasano grającego na instrumentach perkusyjnych oraz producenta Kenichi Tateiwa. Przed nagraniem pierwszej płyty do zespołu dołączył Takehiro Shimizu, który w zespole gra na perkusji. Ich pierwszy album DEMONSTRATION osiągnął sprzedaż w nakładzie przekraczającym 10 tys. kopii.

## Dyskografia[2]
- DEMONSTRATION (2006)
- 2x2 (2006)
- REALism (2007)
- Pirates (2008)
- Collectivity (2009)
- Roots (2010)
- DEMONSTRATION – Remastered (reedycja pierwszego labumu – z dwoma nowymi utworami) (2011)
- INDEPENDENT (2011)
- REBEL (2012)
- Milestone (2013)
- indigo jam unit (2014)
- Lights (2015)